# Vuuragaat

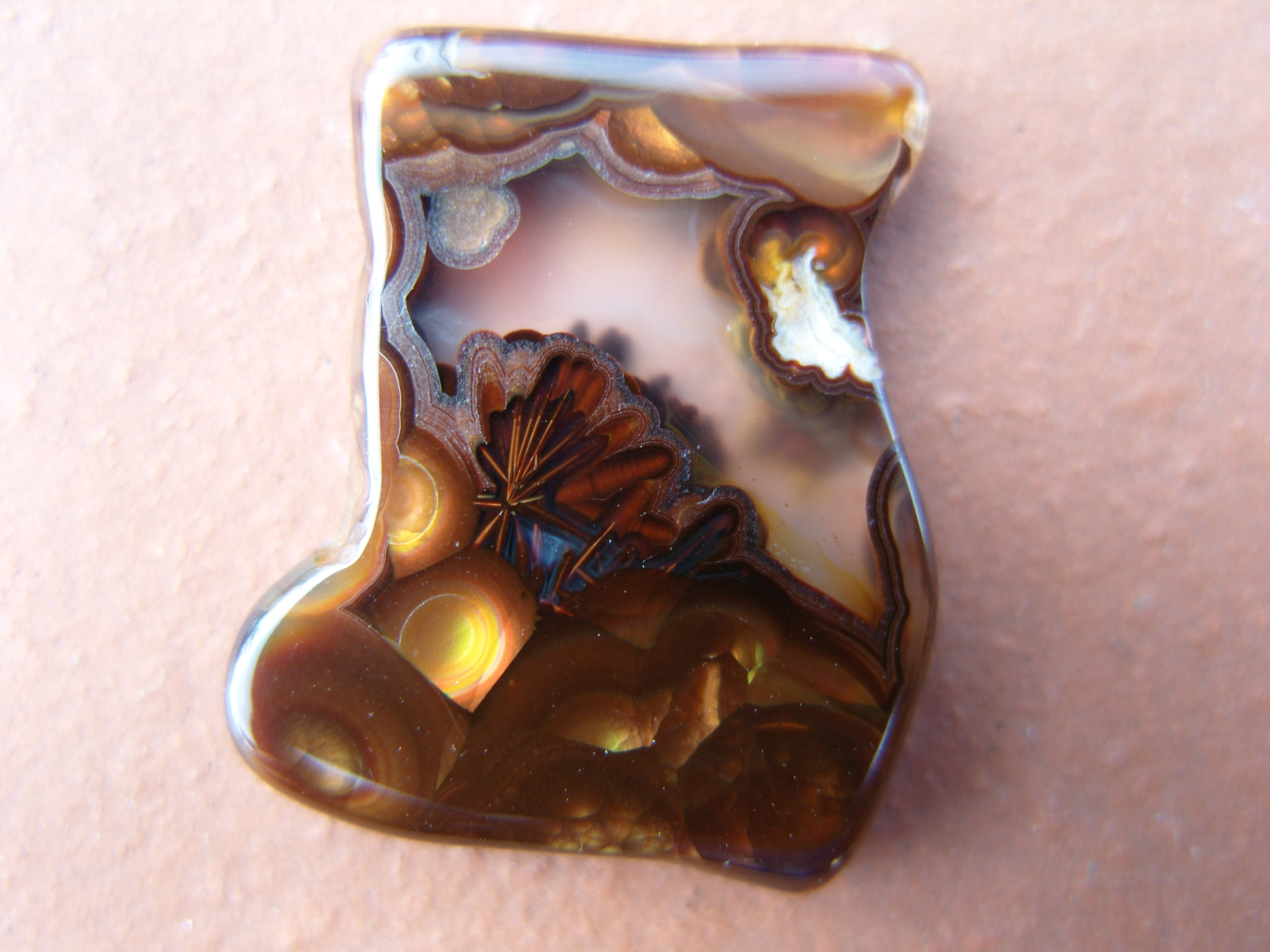
Vuuragaat

Vuuragaat is een doorschijnend kwarts. De vuuragaat is in chemische structuur identiek aan jaspis, vuursteen en hoornkiezel. De oranje/roodbruine/groene/blauwe stenen worden gepolijst/geslepen gebruikt voor in sieraden.
De belangrijkste vindplaatsen van vuuragaat zijn India, Tsjechië, Marokko, IJsland, Brazilië en de VS.
Volgens bijgeloof beschermt het tegen vervloekingen. Er wordt een aantal geneeskrachtige werkingen aan vuuragaat toegeschreven, zo zou het werken tegen maagklachten en problemen met de bloedsomloop.